# Paris–Roubaix 2010

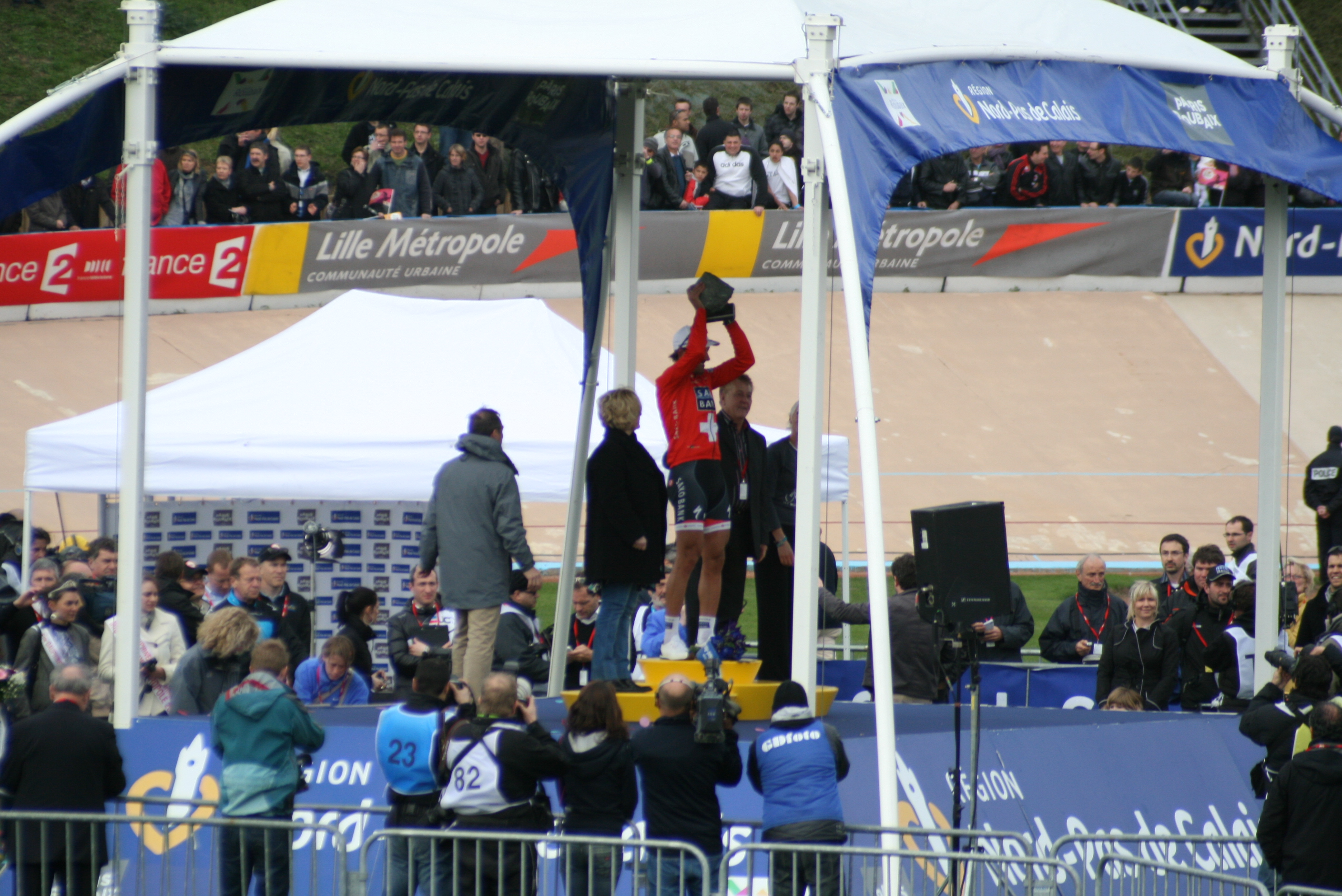
Fabian Cancellara wird als Sieger in Roubaix geehrt

Das Eintagesrennen Paris–Roubaix 2010 war die 108. Austragung des Radsportklassikers und fand am Sonntag, den 11. April 2010, statt. Das Rennen war Teil des UCI World Calendar als historisches Rennen mt der Kennzeichnung his.
Das Rennen führte von Compiègne, rund 80 Kilometer nördlich von Paris, nach Roubaix, wo es im  Vélodrome André-Pétrieux endete. Die gesamte Strecke war 259 Kilometer lang und führte über 27 Pavé-Sektoren mit einer Länge von 52,9 Kilometern. Der Sieger Fabian Cancellara absolvierte das Rennen mit einer Durchschnittsgeschwindigkeit von 39,325 km/h.
Fabian Cancellara fuhr nach 210 Kilometern, am Pavé-Sektor von Mons-en-Pévèle, aus einer Ausreißergruppe, zu der auch der Vorjahressieger Tom Boonen gehörte, heraus. Schnell hatte er sich einen Vorsprung von drei Minuten erarbeitet. Er gewann Paris–Roubaix  nach 2006 zum zweiten Mal, zudem gelang ihm in diesem Jahr das Double mit der Flandern-Rundfahrt.
Der ursprünglich achtplatzierte Leif Hoste wurde 2012 wegen Dopings nachträglich disqualifiziert, die übrigen Fahrer rückten um einen Platz auf.